# Сејит Чабук
Сејит Али Чабук (тур. Seyit Ali Çabuk; 1889–1939) познат као Капрал Сејит (тур. Seyit Onbaşı) је био артиљерац у османској војсци током Првог светског рата. Чувен је по томе што је сам донео три врло тешке гранате до артиљеријског оруђа које је опслуживао током борби за Дарданеле 18. марта 1915, што је утицало на исход битке.

## Живот и војна каријера
Рођен је у селу Хавран, а ступио је у војску у априлу 1909. Након што је служио у Балканским ратовима 1912–1913, прекомандован је у обалску батерију која је бранила Средоземни улаз у Дарданеле. Након жестоког морнаричког бомбардовања утврђења која су чувала теснац 18. марта 1915, топ у тврђави Маџидје, у чијој је посади био Сејит је остао употребљив, али је дизалица за гранате оштећена а остали артиљерци у околини су били повређени.
Каплар Сејит је наводно сам пренео три артиљеријске гранате, од којих је свака тежила 276 kg до топа 240/35 mm чиме је омогућио да топ настави да пуца на савезничку флоту. Испалио је три гранате на британски предреднот ХМС Океан, који је покушавао да спаси морнаре ХМС Ирезистибл, који је претходно онеспособила мина. Његова прва два хица нису начинила значајну штету, али је трећи хитац озбиљно оштетио ХМС Океан. Хитац је погодио брод испод ниова воде, што је учинило да брод промени курс и удари у једну од мина које је положила посада османског минополагача Нусрета. ХМС Океан се убрзо потом преврнуо.
Након одбијања поморског напада, Сејит је унапређен у каплара и прослављен као велики турски јунак. Након битке за Галипоље, требало је да се слика са гранатом попут оних које је носио током битке. Ма колико покушавао, каплар Сејит није успео да подигне гранату како би га усликали. Након тога је изговорио чувене речи: „ако рат поново избије, поново ћу је подићи”. Након тога су га сликали са дрвеном репликом.
Демобилисан је 1918, и постао је шумар а касније рудар у руднику угља. 1934, када је донет Закон о презименима је узео презиме Чабук. Умро је од упале плућа 1939. године. 1992. је јужно од тврђаве Килитбахир подигнут споменик Сајита како носи гранату.